# Český hřbet
Český hřbet je geomorfologický okrsek Krkonoš. Nachází se v jejich centrální části, částečně na území Libereckého a částečně na území Královéhradeckého kraje.

## Geomorfologie
Český hřbet náleží do geomorfologického celku Krkonoš a podcelku Krkonošské hřbety. Od severněji položeného rovnoběžného Slezského hřbetu jej postupně od západu odděluje Mumlavský důl, Labský důl, Důl Bílého Labe a Obří důl. Z jižního svahu postupně vybíhají jednotlivé Krkonošské rozsochy. Od západu Vilémovská hornatina, Vlčí hřbet, Žalský hřbet a Černohorská hornatina. Od ještě východněji položené Růžohorské hornatiny jej odděluje tok řeky Úpy. Přibližně v polovině délky jej tok Labe rozděluje na dva geomorfologické podokrsky: Západní Český hřbet a Východní Český hřbet. Hřbet se nachází na území Krkonošského národního parku.
| Geomorfologické členění Krkonoš                                                      | Geomorfologické členění Krkonoš | Geomorfologické členění Krkonoš                                                        |
| ------------------------------------------------------------------------------------ | ------------------------------- | -------------------------------------------------------------------------------------- |
| ČESKÁ VYSOČINA • Krkonošsko-jesenická subprovincie • Krkonošská oblast               |                                 |                                                                                        |
| KRKONOŠSKÉ HŘBETY                                                                    | Slezský hřbet                   | Západní Slezský hřbet (Vysoké kolo, 1510 m) Východní Slezský hřbet (Sněžka, 1603 m)    |
| KRKONOŠSKÉ HŘBETY                                                                    | Český hřbet                     | Západní Český hřbet (Kotel, 1435 m) Východní Český hřbet (Luční hora, 1556 m)          |
| KRKONOŠSKÉ ROZSOCHY                                                                  | Vilémovská hornatina            | Kapradnická hornatina (Bílá skála, 968 m) Rokytnická hornatina (Čertova hora, 1023 m)  |
| KRKONOŠSKÉ ROZSOCHY                                                                  | Vlčí hřbet                      | nečlení se (Vlčí hřeben, 1140 m)                                                       |
| KRKONOŠSKÉ ROZSOCHY                                                                  | Žalský hřbet                    | nečlení se (Mechovinec, 1081 m)                                                        |
| KRKONOŠSKÉ ROZSOCHY                                                                  | Černohorská hornatina           | Stráženská rozsocha (Zadní Planina, 1423 m) Černohorská rozsocha (Liščí hora, 1363 m)  |
| KRKONOŠSKÉ ROZSOCHY                                                                  | Růžohorská hornatina            | Růžohorská rozsocha (Růžová hora, 1396 m) Maloúpská rozsocha (Lysečinská hora, 1190 m) |
| KRKONOŠSKÉ ROZSOCHY                                                                  | Rýchory                         | nečlení se (Dvorský les, 1035 m)                                                       |
| VRCHLABSKÁ VRCHOVINA                                                                 | Janský hřbet                    | nečlení se (Zlatá vyhlídka S, 810 m)                                                   |
| VRCHLABSKÁ VRCHOVINA                                                                 | Lánovská vrchovina              | nečlení se (Sovinec, 765 m)                                                            |
| PROVINCIE • Subprovincie • Oblast / Celek / PODCELEK • Okrsek • Podokrsek • (vrchol) |                                 |                                                                                        |

## Vrcholy

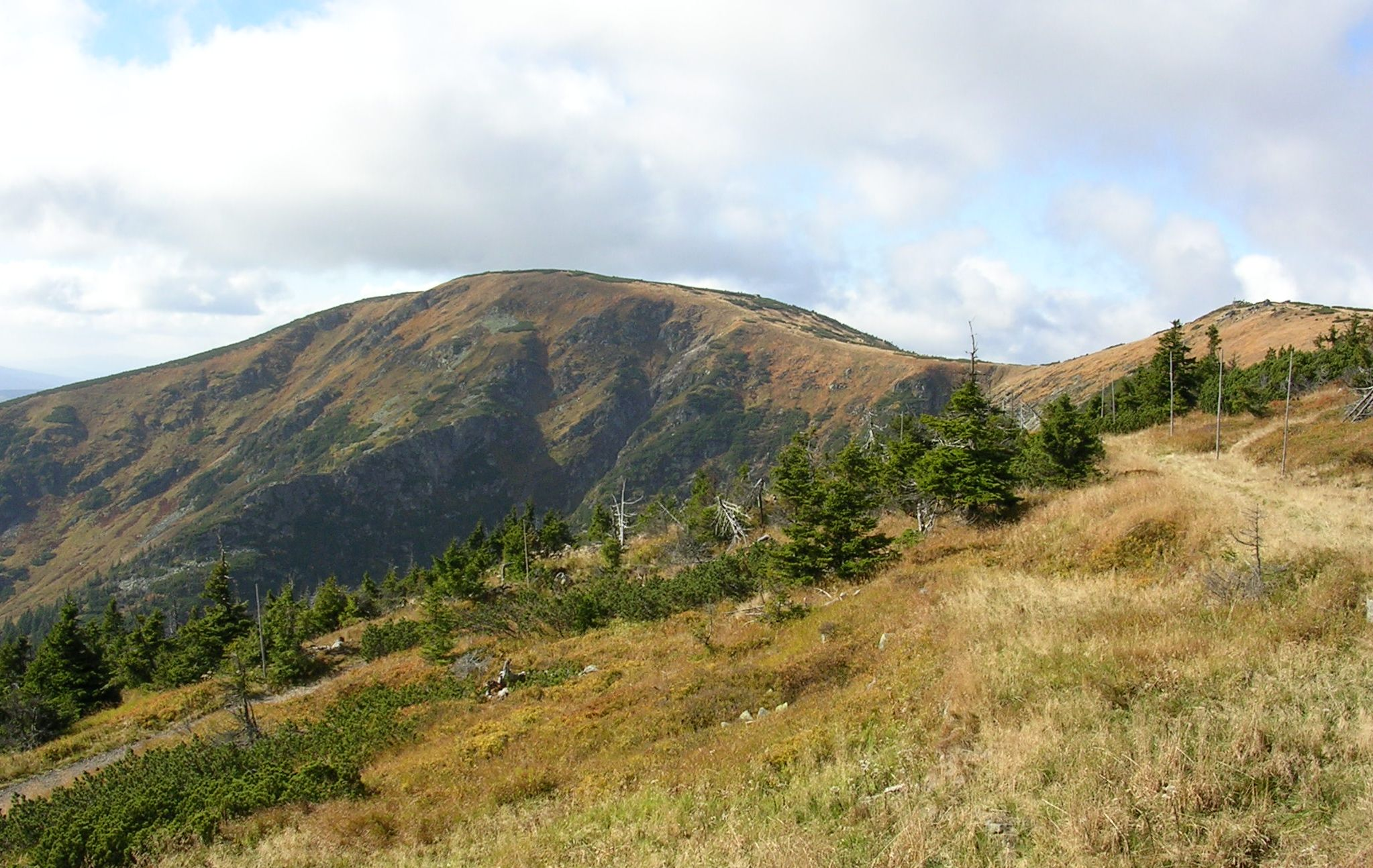
Kotel od východu

Jednotlivé vrcholy tvoří v rámci hřbetu souvislou řadu. Boční vrcholy do něj již geomorfologicky nepatří, náleží do jednotlivých Krkonošských rozsoch.
Od západu:
- Ptačinec (951 m)
- Plešivec (1209 m)
- Lysá hora (1344 m)
- Kotel (1435 m, nejvyšší vrchol Západního Českého hřbetu)
- Harrachovy kameny (1421 m)
- Vrbatovo návrší (1412 m)
- Zlaté návrší (1411 m)
- Medvědín (1235 m)
- hranice mezi Západním a Východním Českým hřbetem na řece Labi
- Železný vrch (1321 m)
- Kozí hřbety (1318 a 1387 m)
- Luční hora (1556 m, nejvyšší vrchol Českého hřbetu)
- Studniční hora (1555 m)

## Vodstvo

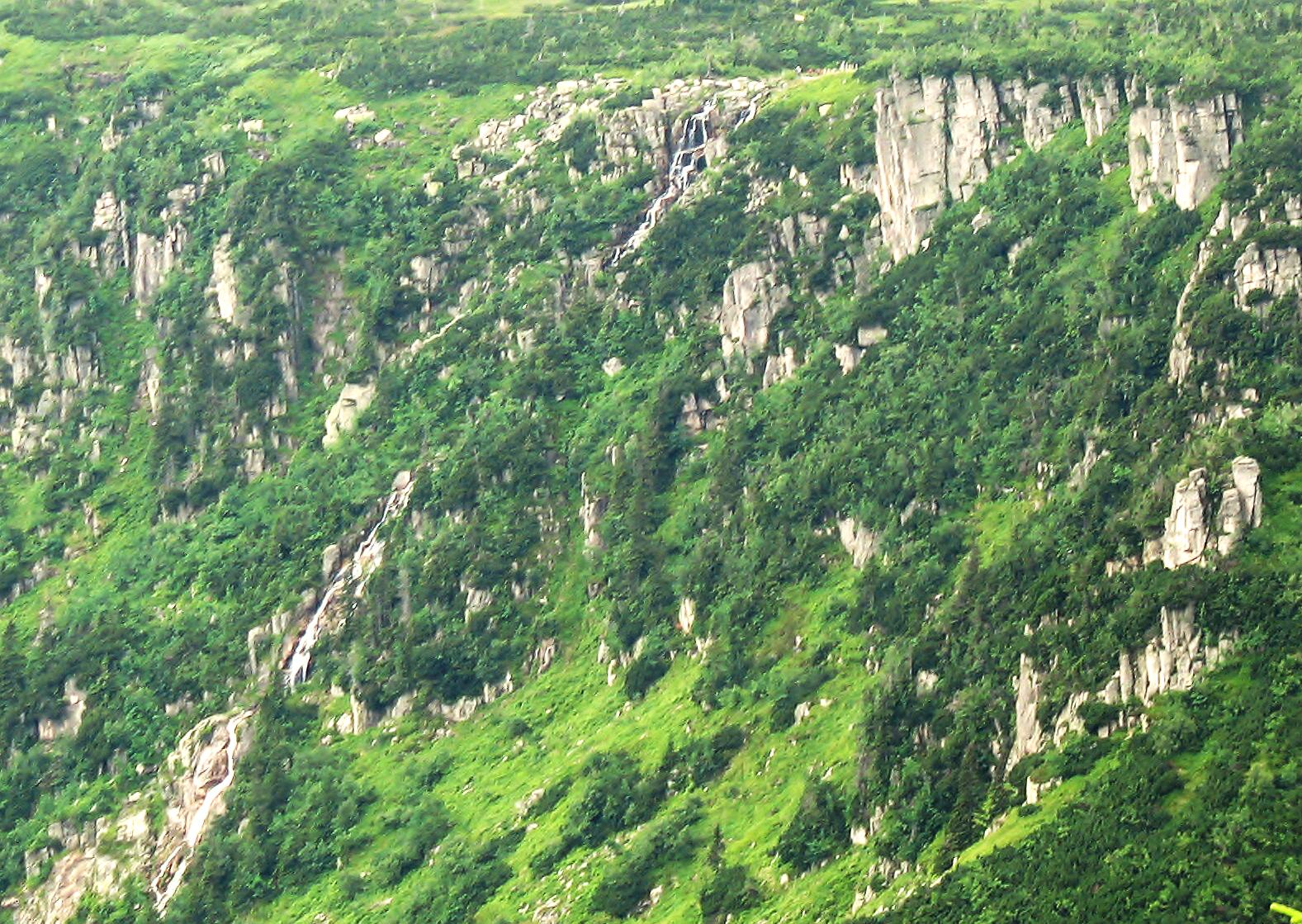
Celkový pohled na Pančavský vodopád

Západní menší část hřbetu spadá do povodí Jizery. Jedná se o svahy spadající na sever do Mumlavského dolu a jižní svahy po linii Žalského hřbetu. Do povodí Labe spadá centrální část, konkrétně severní svahy nad Labským dolem a Dolem Bílého Labe a jižní svah nad Dlouhým dolem. Do povodí řeky Úpy spadá východní zakončení hřbetu, tzn. celá Studniční hora a část hory Luční. Dále se v prostoru hřbetu nachází:
- Mechové jezírko - pod Kotelními jamami, jediné ledovcové jezero na české straně Krkonoš
- Pančavský vodopád v severovýchodním svahu Harrachových kamenů
- Rašeliniště pod severním svahem Studniční hory, které je společným prameništěm Úpy a Bílého Labe

## Stavby
Ve vrcholových partiích hřbetu je nejdůležitější stavbou Vrbatova bouda. Západněji umístěné Jestřábí boudy již zanikly. Na blízkém Vrbatově návrší stojí mohyla Hanče a Vrbaty. V sedle mezi Studniční a Luční horou stojí kamenná kaple vystavěná na památku Václava Rennera, která je dnes věnována obecně obětem hor. Do labského údolí rozdělujícího Český hřbet na západní a východní vybíhá zástavba Špindlerova Mlýna. V některých částech vrcholové partie hřbetu se nacházejí lehké objekty vz. 37 budované v rámci výstavby československého opevnění proti nacistickému Německu před druhou světovou válkou. Pro tento účel byla k Vrbatově boudě vybudována do současnosti využívaná vojenská silnice z Horních Míseček. Ze stejného důvodu byla v roce 1938 v západním svahu Ptačince zřízena dnes již neexistující kolejová svážnice a do sedla Luční a Studniční hory rovněž již zaniklá nákladní lanová dráha Pec pod Sněžkou - Luční hora. V současné době vede vrcholům hřbetu dvojice osobních lanových drah, konkrétně Lanová dráha Špindlerův Mlýn - Medvědín a Lanová dráha Rokytnice - Lysá hora. Obě jsou součástí velkých lyžařských areálů.